# Jorge Cafrune

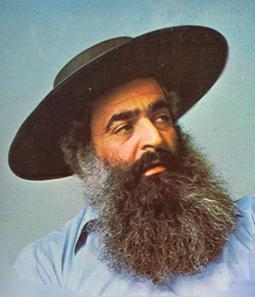
Jorge Antonio Cafrune

Jorge Antonio Cafrune (* 8. August 1937 in Jujuy; † 1. Februar 1978 in  Tigre), genannt „El Turco“ (der Türke), war einer der beliebtesten argentinischen Folkloresänger sowie ein Forscher, Sammler und Verbreiter der argentinischen Kultur.

## Leben
Jorge Cafrune wurde in der Estancia „La Matilde“ von El Sunchal, in Perico, einer Stadt in der Provinz Jujuy geboren. Aufgrund seiner Abstammung, seine Großeltern sind syrische und libanesische Immigranten, erhielt er den Spitznamen „Turco“ (dt. Türke). Er schloss seine Schulbildung in San Salvador de Jujuy ab, wo er Gitarrenunterricht bei Nicolas Lamadrid nahm.
1957 nahm er seine erste Platte mit der Band Las voces de Huayra auf, die sich 1960 in Los Cantores del Alba umbenannte und die Ariel Ramírez zum Manager hatte. Ab 1962 initiierte Cafrune in Cosquín das „Festival Nacional de Folklore de Cosquín“. Auf seine Anregung hin nahm Mercedes Sosa 1965 daran teil. 1966 traf er bei einem seiner Besuche in den kleineren Dörfern auf den jungen Sänger José Larralde, den er ebenfalls förderte.
1967 ging er unter dem Motto „De a caballo por mi patria“ als Hommage an Ángel Vicente „Chacho“ Peñaloza auf Tour. Nach dem Vorbild der Gauchos reiste Cafrune quer durch Argentinien, um ihre Kunst durch das ganze Land zu tragen.
Nachdem er mehrere Jahre in Spanien gelebt hatte, wo er Lourdes López Garzón heiratete, kehrte er 1977 in sein Land zurück. Zu dieser Zeit befand sich Argentinien unter der Militärdiktatur von Jorge Rafael Videla. Die Regierung sah in der Musik Cafrunes eine Bedrohung, insbesondere in seinen politischen Liedern Zamba de mi esperanza und Luna Cautiva, die er kurz vor seinem Tode auf dem Festival de Cosquin intonierte: „Auch wenn es nicht zu dem genehmigten Repertoire gehört, wenn es mein Volk verlangt, werde ich es singen.“.
Am 31. Januar 1978 begann er mit Fino Gutiérrez einen Ritt, der 750 km von der Plaza de Mayo in Buenos Aires nach Yapeyú führen sollte, dem Geburtsort des Nationalhelden José de San Martín. Auf der Ruta Provincial 27 (Tirso de Molina und Av. Benavidez) wurden sie am späten Abend von einem Dodge-Pick-up angefahren. Cafrune erlitt durch den Sturz und Huftritte Verletzungen am Brustkorb und Kopf, denen er noch in derselben Nacht erlag. Am Steuer saß der 19-jährige Héctor Emilio Díaz, der später freigesprochen wurde.
Oberstleutnant Carlos Enrique Villanueva, der zu dem Zeitpunkt im Konzentrationslager La Perla in der Provinz Córdoba tätig war, wurde von der dort festgehaltenen Liliana Geuna zitiert: "man musste ihn umbringen, um anderen [Gegnern der Regierung] zuvorzukommen". Der Oberleutnant Salvador Horacio Paino zitierte den ehemaligen Minister López Rega: "Dieser Türke verdient es nicht in einem Bett zu sterben... man muss mit ihm Schluss machen, ehe seine Stimme und seine verfluchte Gitarre es mit mir tun."

## Verfilmung seines Lebens
Sein Leben wurde mehrfach verfilmt:
| Titel                        | Jahr | Regie                             |
| ---------------------------- | ---- | --------------------------------- |
| Cosquín, amor y folklore     | 1965 | Delfor María Beccaglia            |
| Ya tiene comisario el pueblo | 1965 | Enrique Carreras                  |
| El cantor enamorado          | 1969 | Juan Antonio Serna                |
| Argentinísima                | 1972 | Fernando Ayala und Héctor Olivera |
| El canto cuenta su historia  | 1976 | Fernando Ayala und Héctor Olivera |

## Diskographie
| Titel                                                                          | Jahr | Produzent |
| ------------------------------------------------------------------------------ | ---- | --------- |
| Las voces de Huayra                                                            | 1957 | Columbia  |
| Folklore                                                                       | 1962 | H. y R.   |
| Tope Puestero                                                                  | 1962 | H. y R.   |
| Cafrune                                                                        | 1962 | H. y R.   |
| Jorge Cafrune                                                                  | 1962 | H. y R.   |
| Emoción, Canto y Guitarra                                                      | 1964 | CBS       |
| Cuando llegue el alba                                                          | 1964 | CBS       |
| Que seas vos                                                                   | 1964 | CBS       |
| Ando cantándole al viento y no sólo por cantar                                 | 1965 | CBS       |
| El Chacho, Vida y muerte de un caudillo - Mono 8599                            | 1965 | CBS       |
| La Independencia                                                               | 1966 | CBS       |
| Yo digo lo que siento                                                          | 1966 | CBS       |
| Jorge Cafrune                                                                  | 1967 | CBS       |
| Yo he visto cantar al viento                                                   | 1968 | CBS       |
| Este destino cantor                                                            | 1969 | CBS       |
| Zamba por vos                                                                  | 1969 | CBS       |
| Jorge Cafrune interpreta a José Pedroni                                        | 1970 | CBS       |
| Lindo haberlo vivido para poderlo contar                                       | 1971 | CBS       |
| Labrador del canto                                                             | 1971 | CBS       |
| Yo le canto al Paraguay                                                        | 1971 | CBS       |
| Virgen india (con Marito)                                                      | 1972 | CBS       |
| Aquí me pongo a contar… Cosas del Martín Fierro                                | 1972 | CBS       |
| De mi madre (con Marito)                                                       | 1972 | CBS       |
| De lejanas tierras. Jorge Cafrune le canta a Eduardo Falú y Atahualpa Yupanqui | 1972 | CBS       |
| Siempre se vuelve                                                              | 1975 | CBS       |
| Jorge Cafrune en la ONU                                                        | 1976 | CBS       |